# Oxetán
Az oxetán vagy 1,3-propilén-oxid heterociklusos szerves vegyület, képlete C3H6O, négytagű gyűrűjét három szén- és egy oxigénatom alkotja.
Az oxetán névvel általánosabban bármely oxetántartalmú szerves vegyületre is utalhatnak.

## Előállítása
Egyik jellemző, jól ismert előállítása módja a kálium-hidroxid és 3-klórpropil-acetát 150 °C-on végzett reakciója:
Ezzel az eljárással az oxetán mintegy 40%-os hozammal állítható elő, mivel a szintézis során számos melléktermék keletkezik.
Másik lehetőség az oxetán gyűrű létrehozására a Paternò–Büchi-reakció. Oxetángyűrűt diolok gyűrűzárásával, valamint hattagú gyűrűs karbonátok dekarboxilezésével is elő lehet állítani.

## Taxol

Paklitaxel az oxetángyűrűvel jobb oldalon

A paklitaxel (taxol) az oxetán gyűrűt tartalmazó természetes anyagok egyik példája. A taxol szokatlan szerkezete és a rákellenes kezelésekbe történő sikeres bevonása következtében a kutatók érdeklődésének középpontjába került. A hatás és szerkezet közötti összefüggés szempontjából az oxetángyűrűnek fontos szerepe van a mikrotubulusokhoz történő kötődésben, arról azonban még keveset tudunk, hogy a természetben hogyan történik a gyűrűt kialakító reakció katalízise, ami kihívás elé állítja a vegyületet szintetizálni kívánó kutatókat.

## Fordítás
Ez a szócikk részben vagy egészben  az   Oxetane című angol Wikipédia-szócikk ezen változatának fordításán alapul.  Az eredeti cikk szerkesztőit annak laptörténete sorolja fel. Ez a jelzés csupán a megfogalmazás eredetét és a szerzői jogokat jelzi, nem szolgál a cikkben szereplő információk forrásmegjelöléseként.